# Pierre aux Joncs
La Pierre aux Joncs, appelée aussi Pierre au Géant, est un menhir situé sur la commune française de Villandry dans le département de l'Indre-et-Loire.

## Description
Le menhir est un bloc de poudingue de section sub-triangulaire mesurant 3,65 m de haut sur 2,55 m de large et 0,60 m d'épaisseur. 
À la fin du XIXe siècle, il existait encore un second bloc de même nature à environ 5 m plus à l'est qui fut détruite vers 1890. 

## Folklore
Selon une tradition, la pierre a été jetée par le Diable et selon une autre croyance la pierre grandit en hauteur lentement. 